# 262P/McNaught-Russell
262P/McNaught-Russell – kometa krótkookresowa, należąca do rodziny komet Jowisza i obiektów bliskich Ziemi.

## Odkrycie
Kometa została odkryta przez Roberta McNaughta na zdjęciach wykonanych 12 grudnia 1994 za pomocą UK Schmidt Telescope przez Kennetha Russella, po czym została zagubiona. Odnaleźli ją w 2012 roku astronomowie G. Sostero, N. Howes i E. Guido za pomocą zdalnego teleskopu Faulkes Telescope North.

## Orbita komety i właściwości fizyczne
Orbita komety 262P/McNaught-Russell ma kształt elipsy o mimośrodzie 0,82. Jej peryhelium znajduje się w odległości 1,28 j.a., aphelium zaś 12,59 j.a. od Słońca. Jej okres obiegu wokół Słońca wynosi 18,27 roku, nachylenie do ekliptyki ma wartość 29,08˚.